# 魏毅寅
魏毅寅（1962年9月—），男，辽宁台安人，中国航天型号专家，中国航天科工集团有限公司副总经理、党组成员，中国工程院院士。